# Livius Andronicus
Lucius Livius Andronicus (280/260 î.Hr.?–200 î.Hr.?) a fost un dramaturg greco-roman și un poet epic ce a creat primele opere dramatice romane și a tradus multe opere grecești în limba latină. El este considerat părintele dramaturgiei romane și este primul scriitor cunoscut al literaturii latine.

## Scrieri
Livius Andronicus a tradus Odiseea în versul saturnin tradițional latin.
De asemenea, a adaptat tragedii inspirate din ciclul troian și din cel al Atrizilor (Acilles, Aiax, Aegisthus, Andromeda, Danae, Equos troianus - "Calul troian", Hermione, Ino, Tereus), precum și comedii (Gladiolus - "Pumnalul", Ludius - "Comedianul", Virgus - "Fătălăul"), din care s-au păstrat doar câteva versuri.
1. ↑  CONOR.SI[*] Verificați valoarea |titlelink= (ajutor)